# Стівен Альфред
Стівен Альфред (англ. Steven Alfred; нар. 11 жовтня 1997, Курбі, Тараба, Нігерія) — нігерійський футболіст, нападник клубу Вищої ліги Білорусі «Динамо» (Мінськ).

## Життєпис
У 2018 році став найкращим бомбардиром молдовського «Саксана», а наприкінці листопада 2018 року перейшов до «Сочі». Дебютував за городян у ФНЛ 16 березня 2019 року в поєдинку проти «Краснодара-2». За підсумками сезону клуб вийшов до російської Прем'єр-ліги, але в липні 2019 року Стівен із «Сочі» перейшов в оренду до вірменського «Пюніка», а по завершенні сезону вільним агентом підписав з вірменським клубом повноцінний контракт. 26 січня 2021 року домовився з командою про розірвання контракту. Наприкінці лютого 2021 року перейшов до білоруського «Слуцька». Наприкінці липня 2021 року був близьким до переходу в «Кубань». У середині грудня 2021 року залишив «Слуцьк», став найрезультативнішим гравцем команди в сезоні, записав до свого активу 9+5 за системою «гол+пас» у 24 матчах Вищої ліги, після чого перейшов до ізраїльського клубу «Хапоель» з Хадери. Після закінчення сезону продовжив контракт з командою ще на один сезон. 29 червня 2023 року підписав контракт з «Маккабі» (Герцлія). 5 липня 2024 року підписав контракт з мінським «Динамо» з білоруської Прем'єр-ліги.

## Статистика виступів

### Клубна
Станом на 11 листопада 2024 року
| Клуб                | Сезон             | Ліга                           | Ліга  | Ліга | Нацю кубок | Нацю кубок | Кубок ліги | Кубок ліги | Конт. кубок | Конт. кубок | Інші  | Інші | Загалом | Загалом |
| Клуб                | Сезон             | Дивізіон                       | Матчі | Голи | Матчі      | Голи       | Матчі      | Голи       | Матчі       | Голи        | Матчі | Голи | Матчі   | Голи    |
| ------------------- | ----------------- | ------------------------------ | ----- | ---- | ---------- | ---------- | ---------- | ---------- | ----------- | ----------- | ----- | ---- | ------- | ------- |
| «Квара Юнайтед»     | 2018              | НПФЛ                           | 22    | 9    | 0          | 0          | –          | –          | –           | –           | –     | –    | 22      | 9       |
| «Саксан»            | 2018              | Дивізіон A                     | 5     | 11   | 0          | 0          | –          | –          | –           | –           | –     | –    | 5       | 11      |
| «Сочі»              | 2018–19           | ФНЛ                            | 7     | 0    | 0          | 0          | –          | –          | –           | –           | –     | –    | 7       | 0       |
| «Сочі»              | 2019–20           | Прем'єр-ліга Росії             | 0     | 0    | 0          | 0          | –          | –          | –           | –           | –     | –    | 0       | 0       |
| «Сочі»              | Загалом           | Загалом                        | 7     | 0    | 0          | 0          | -          | -          | -           | -           | -     | -    | 7       | 0       |
| «Пюнік» (оренда)    | 2019–20           | Прем'єр-ліга Вірменії          | 9     | 1    | 0          | 0          | –          | –          | 4           | 0           | –     | –    | 13      | 1       |
| «Пюнік»             | 2020–21           | Прем'єр-ліга Вірменії          | 8     | 1    | 0          | 0          | –          | –          | –           | –           | –     | –    | 8       | 1       |
| «Слуцьк»            | 2021              | Білоруська футбольна вища ліга | 24    | 9    | 0          | 0          | –          | –          | –           | –           | –     | –    | 24      | 9       |
| «Хапоель» (Хадера)  | 2021–22           | Прем'єр-ліга Ізраїлю           | 12    | 2    | 2          | 1          | 0          | 0          | –           | –           | –     | –    | 14      | 3       |
| «Хапоель» (Хадера)  | 2022–23           | Прем'єр-ліга Ізраїлю           | 26    | 5    | 1          | 0          | 2          | 0          | –           | –           | –     | –    | 29      | 5       |
| «Хапоель» (Хадера)  | Загалом           | Загалом                        | 38    | 7    | 3          | 1          | 2          | 0          | -           | -           | -     | -    | 43      | 8       |
| «Маккабі» (Герцлія) | 2023–24           | Ліга Леуміт                    | 26    | 4    | 0          | 0          | 0          | 0          | –           | –           | –     | –    | 26      | 4       |
| «Динамо» (Мінськ)   | 2024              | Білоруська футбольна вища ліга | 10    | 4    | 0          | 0          | –          | –          | 11          | 2           | –     | –    | 21      | 6       |
| Усього за кар'єру   | Усього за кар'єру | Усього за кар'єру              | 149   | 46   | 3          | 1          | 2          | 0          | 15          | 2           | -     | -    | 169     | 49      |

## Досягнення
«Динамо» (Мінськ)
- Білоруська футбольна вища ліга
  -  Чемпіон (1): 2024